# 袁漢坤
袁 漢坤（えん かんこん、ユエン・ハンクン、1942年9月 - ）は、中華人民共和国の官僚、政治家。第8回全国人民代表大会代表。

## 経歴
1942年9月、湖南省で生まれる。1965年8月に中国共産党入党。以後、長沙県社会教育工作隊副班長、公社副書記、書記を歴任した。1977年9月、袁漢坤は長沙県党委副書記に昇進しました。1982年6月、袁漢坤は長沙県長、県党委員会書記として就任しました。同市長沙市副市長に転任し、同市党委副書記、市長、湖南省人民政府財政貿易弁公室党組書記、主任を歴任。今はもう定年退職しました。